# أرنولدو باريس
أرنولدو باريس (بالإسبانية: Arnoldo Parés)‏ هو ملاكم أرجنتيني، مثّل بلاده في الألعاب الأولمبية الصيفية 1948.

## وصلات خارجية
أرنولدو باريس على موقع أوليمبيديا (الإنجليزية)